# Сотирий (Трамбас)
Митрополи́т Соти́рий (греч. Μητροπολίτης Σωτήριος, в миру Соти́риос Тра́мбас, греч. Σωτήριος Τράμπας; 17 июля 1929, Арта — 10 июня 2022, Сеул) — епископ Константинопольской православной церкви, митрополит Писидийский (2008—2022).
С 1975 по 2008 год служил в Южной Корее, сформировав сеть национальных корейских приходов, построив в стране ряд храмов и учредив женский монастырь.

## Биография
Родился 17 июля 1929 года в Арте, в Греции, где получил начальное образование.
В 1951 году окончил богословскую школу Афинского университета и по её окончании до 1954 года служил офицером в греческой армии, и позднее — два года трудился в качестве проповедника и катехизатора в средней школе.
26 июня 1956 года был пострижен в монашество в монастыре Лимонос, в 14 км от города Каллони на острове Лесбос. 29 июня митрополитом Мифимнийским Константином (Кардаменисом) был рукоположён в сан иеродиакона и назначен проповедником Мифимнийской митрополии.
12 июня 1960 года был рукоположён в сан иеромонаха с возведением в достоинство архимандрита.
С 1965 по 1968 годы служил военным священником в греческой армии. В 1968 году был назначен протосингелом Афинской архиепископии и настоятелем Благовещенского собора в Афинах. В декабре 1973 года, по собственному желанию, был переведён на должность настоятеля храма Пресвятой Богородицы в районе Папагу на севере Афин.
В 1975 году добровольцем направился для служения в Корею, которая на тот момент входила в пределы Новозеландской митрополии Константинопольского патриархата. 23 сентября 1975 года митрополитом Новозеландским Дионисием (Псиахасом) был назначен настоятелем Никольской церкви в Сеуле и главой Православной Восточной Миссии Константинопольского патриархата. По собственным воспоминаниям:

Первые дни я жил в гостинице, а затем стал снимать квартиру. Условия проживания были ужасными, и, к сожалению, все первые годы я продолжал испытывать подобные трудности. В единственном тогда на весь регион православном храме святителя Николая не было отопления. Кроме того, я не знал корейского языка и особенно серьёзные проблемы испытывал с отсутствием церковных книг. Другим вопросом был поиск необходимых финансовых средств.— Почётный гражданин Сеула
В 1980 году у архимандрита Сотирия появился помощник в его миссионерском служении — священник Даниил На. В 1981 году был открыт миссионерский центр в Пусане, а в 1982 году в Сеуле была основана Свято-Никольская православная семинария, первыми слушателями которой стали 12 человек.
В 1986 году был назначен главным администратором Православной Восточной Миссии Константинопольского патриархата, где под его руководством был основан монастырь Преображения Господня в Капьёнге, храмы в Пусане, Инчхоне, Чонджу и Палангли, часовня в Ульсане, а также миссии в Индии, Гонконге, Сингапуре, Индонезии и на Филиппинах.
В феврале 1993 года решением Синода Константинопольского патриархата был избран викарием Новозеландской митрополии с титулом епископа Зилонского и местопребыванием в Корее. Архиерейская хиротония была совершена 21 марта 1993 года.
В 1995 году возглавил новообразованный миссионерский Корейский экзархат, который был 20 апреля 2004 года преобразован в Корейскую митрополию Константинопольского патриархата. 20 июня 2004 года в Сеульском Никольском соборе состоялась интронизация епископа Сотирия первым митрополитом Корейским.
Летом 2005 года совершил визит в Россию, посетив Владивосток, Дивеево, Москву, Свято-Троицкую Сергиеву Лавру, Хотьково и поклонился многим православным святыням. 30 августа в Отделе внешних церковных связей встретился с заместителем председателя ОВЦС МП епископом Егорьевским Марком (Головковым).
В мае 2008 года в связи с перенесёнными операциями и состоянием здоровья направил верующим Кореи письмо, в котором выразил желание уйти на покой, а также сообщил, что обратился к Константинопольскому патриарху и Священному Синоду с прошением об освобождении его от обязанностей митрополита Корейского. Митрополит Сотирий намеревался пребывать на покое в монастыре Преображения Господня в Капьёнге, и, состоя в должности настоятеля обители, помогать насельницам монастыря в работе по переводу богослужебных текстов на корейский язык.
В соответствии с прошением, решением Константинопольского патриарха и Священного Синода от 28 мая 2008 года был почислен на покой в Корейской митрополии и назначен действующим титулярным митрополитом Писидийским, ипертимом и экзархом Анталии и Сиди.
Летом 2008 года в соответствии с корейскими традициями был торжественно отпразднован 80-летний юбилей митрополита Сотирия: в Корее к истинному году рождения принято прибавлять ещё один год, так как девять месяцев, проведённые в утробе матери, считаются за год жизни человека.
Следуя призыву патриарха Константинопольского Варфоломея об увеличении числа клириков, имеющих турецкое гражданство, что позволяло бы в будущем участвовать в выборах патриарха Константинопольского, получил паспорт гражданина Турции.
6 ноября 2018 года митрополит Сотирий призвал живущих в Турции православных — выходцев из России игнорировать решение Русской православной церкви о разрыве отношений с Константинопольским патриархатом и расценил это решение как «сатанинское».
Скончался 10 июня 2022 года в Сеуле и согласно своей воле был похоронен на территории Преображенского монастыря в Капхёне.